# Felsritzungen von Hafslund
Die bronzezeitlichen Felsritzungen von Hafslund liegen in sechs kleinen Gruppen südlich des Hofes Hafslund auf einem etwa 200 Meter langen Felsaufschluss bei Sarpsborg in Østfold in Norwegen.
Basierend auf dem Design unterscheiden die Archäologen zwischen den Ritzungen der Jäger und Sammler und denen der Ackerbauern. Ab den 1950er Jahren war es gängig Felsritzungen (schwedisch Hällristningar) mit Farbe nachzumalen. Heute ist bekannt, dass die Farbe den Fels schädigt und oft wurden die Linien falsch nachgemalt. Die Darstellung der Ritzungen der Ackerbauern entspricht einer Abfolge. Im Uhrzeigersinn sind das:

## Hafslund I
(Lage)
Die Gruppe besteht aus drei grob gehaltenen männlichen Figuren zwischen zwei Schiffen. Vielleicht stellen sie Götter dar. Vom Felsen sind Teile abgeplatzt, so dass die Figuren unvollständig sind.

## Hafslund II
(Lage)
Die Gruppe besteht aus fünf Schiffen und acht Schälchen. Die Rillen beim längsten Schiff sind bis zu 8 cm breit.

## Hafslund III
(Lage)
Die Gruppe besteht aus 2 – 3 Schiffen und 11 Schälchen. Das östlichste Schiff hat einen Doppelsteven. In jüngerer Zeit wurde die Ritzung beschädigt.

## Hafslund IV
(Lage)
Die Gruppe besteht aus Schiffen (teilweise kopfstehend), Fußspuren,  Kreisen (ein Radkreuz) und Schälchen. Die meisten der Kreisfiguren unterscheiden sich, einige ähneln Gesichtern. In vielen Fällen sind die Fußspuren dem Betrachter zugewandt; hier ist das nicht der Fall.

## Hafslund V
(Lage)
Die Gruppe besteht aus drei Schiffen und zwei Figuren. Die linke Figur ähnelt einem Schwan oder Seevogel. Die rechte wird als menschliche Figur interpretiert, allerdings sieht sie auch einem Tier ähnlich.

## Hafslund VI
(Lage)
Die Gruppe besteht aus zwei Schiffen und einigen Schälchen. Das große Schiff besteht aus bis zu 2,0 cm breiten Rillen. Beide Schiffe haben Doppelsteven und Striche die als Mannschaft interpretiert werden.
In der Nähe befindet sich das Bjørnstadschiff.